# George R. Robertson
George Ross Robertson (20. dubna 1933 Brampton, Ontario, Kanada – 29. ledna 2023 Toronto) byl kanadský herec asi nejvíce známý svou rolí policejního šéfa Hursta v šesti dílech série Policejní akademie.

## Kariéra
Poprvé si Robertson zahrál ve filmu roku 1968, byla to drobná role v hororu Rosemary má děťátko.
Nejvíce se proslavil v 80. letech rolí příkrého, ale spravedlivého policejního šéfa Henryho J. Hursta v komediální sérii Policejní akademie. Ztvárnil ho ve filmech Policejní akademie (1984), Policejní akademie 2: Jejich první nasazení (1985), Policejní akademie 3: Zpátky ve výcviku (1986), Policejní akademie 4: Občanská patrola (1987), Policejní akademie 5: Nasazení v Miami Beach (1988) a Policejní akademie 6: Město v obležení (1989).
Tak jako většina kolegů z akademie už neúčinkoval v posledním filmu Policejní akademie 7: Mise do Moskvy, avšak hostoval ještě v následujícím seriálu Policejní akademie, který se vysílal v letech 1997–1998.
Z jiných rolí si zahrál např. amerického viceprezidenta Dicka Cheneyho v televizní minisérii Cesta k 11. září (2006). Objevil se ve třech snímcích nominovaných na Oscara za nejlepší film: Letiště (1970), Norma Rae (1979) a JFK (1991). Celkem měl na kontě role v 80 filmech.

## Ocenění
Roku 1993 obdržel Margaret Collier Award, cenu udělovanou kanadskou filmovou a televizní akademií za mimořádné filmové nebo televizní dílo.
Roku 2004 získal Humanitární cenu na kanadských televizních Gemini Awards.